# Hausruckviertel
Koordinaten: 48° 5′ N, 13° 40′ O
| Viertel und Bezirke Oberösterreichs |
| ----------------------------------- |
|                                     |

Das Hausruckviertel (in Gemeindenamen auch Hausruckkreis) ist eine Landschaft im südwestlichen Zentralraum Oberösterreichs, benannt nach dem Bergrücken Hausruck.
Es stellt eines der vier historischen Viertel Oberösterreichs dar, obgleich die heutige Abgrenzung durch die sich erst im 19. Jahrhundert herausgebildeten politischen Bezirke erfolgt. Während die Westgrenze des Hausruckviertels seit je durch die bis 1779 bestehende Grenze zu Bayern (heute zum Innviertel) definiert ist, wurde die Ostgrenze bis ins 19. Jahrhundert weitgehend durch die Traun gebildet.
Seit der Bildung der Politischen Bezirke 1868 haben die Viertel in Oberösterreich keine rechtliche Grundlage mehr und sind reine Landschaftsbezeichnungen. Dabei wurde die ältere Kreiseinteilung ersetzt, die sich noch an den alten Vierteln orientierte.
Bei der alten Einteilung Oberösterreichs in vier Viertel wurde das Hausruckviertel im Westen durch die Grenze zu den Bezirken im Innviertel (Braunau, Ried im Innkreis und Schärding), im Süden durch die Flüsse Vöckla, Ager und Traun sowie im Norden durch die Donau begrenzt.
Das Hausruckviertel umfasst heute die im Zentrum Oberösterreichs gelegenen Städte Wels, Eferding und Grieskirchen, den Bezirk Vöcklabruck im Südwesten sowie die links der Traun gelegenen Teile der Bezirke Linz-Land und Wels-Land.
Mit der Einführung des Begriffs Oberösterreichischer Zentralraum als „fünftes Viertel“ wird auch der Bereich zwischen den Städten Linz, Eferding und Wels nicht mehr dazu gerechnet.

## Fotos

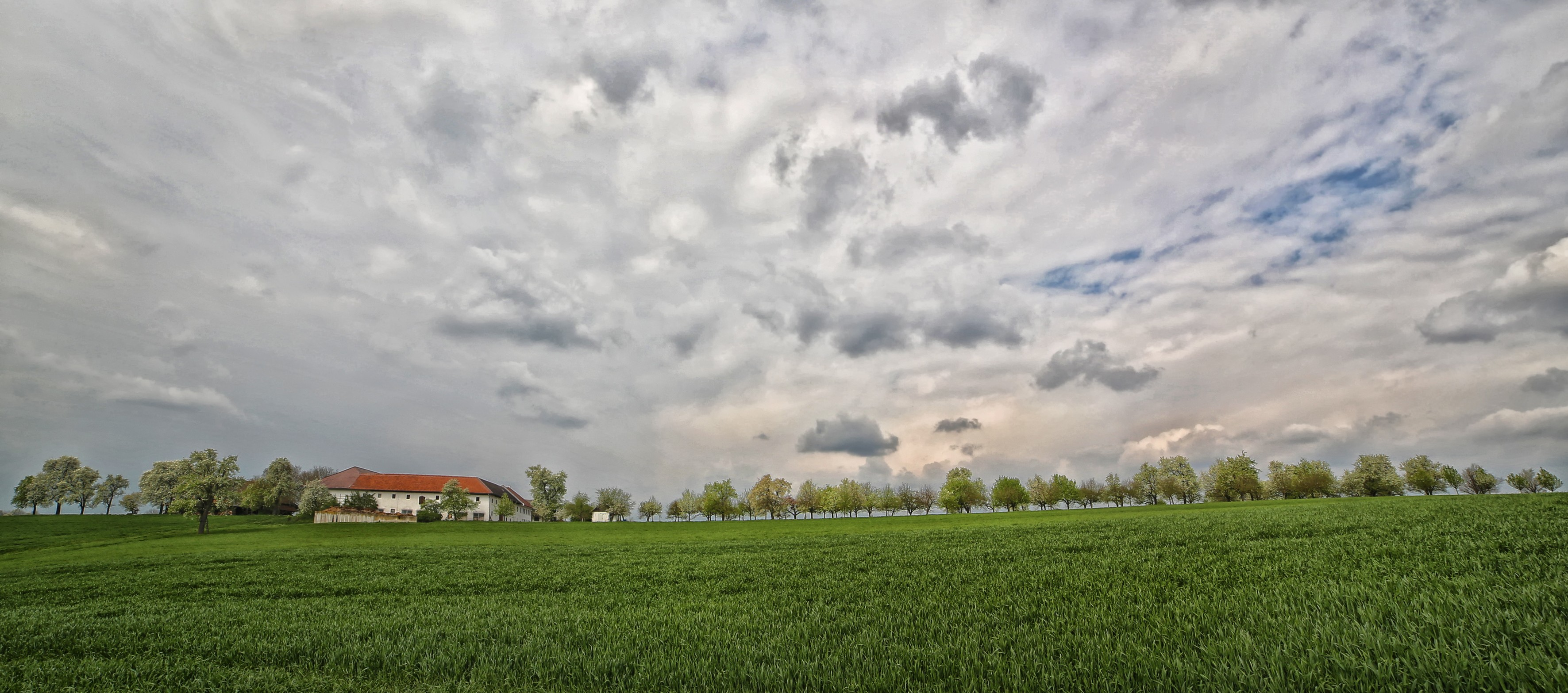
Landschaft mit Mostbäumen bei St. Marienkirchen an der Polsenz
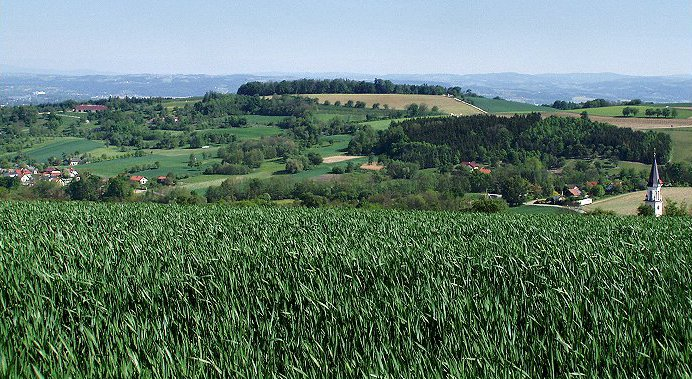
Obst-Hügel-Land bei Scharten im Eferdinger Landl
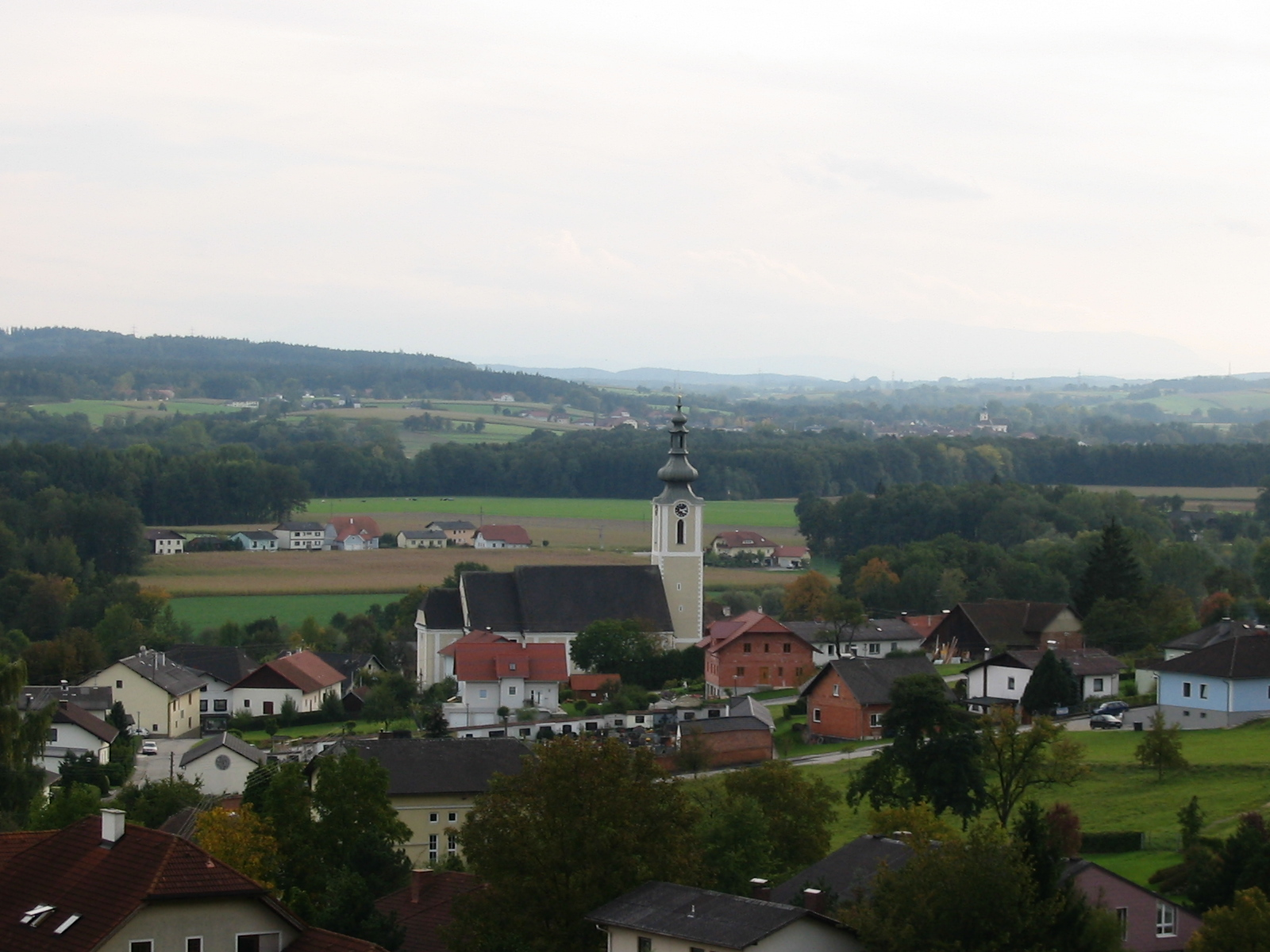
Landschaft bei Taufkirchen an der Trattnach
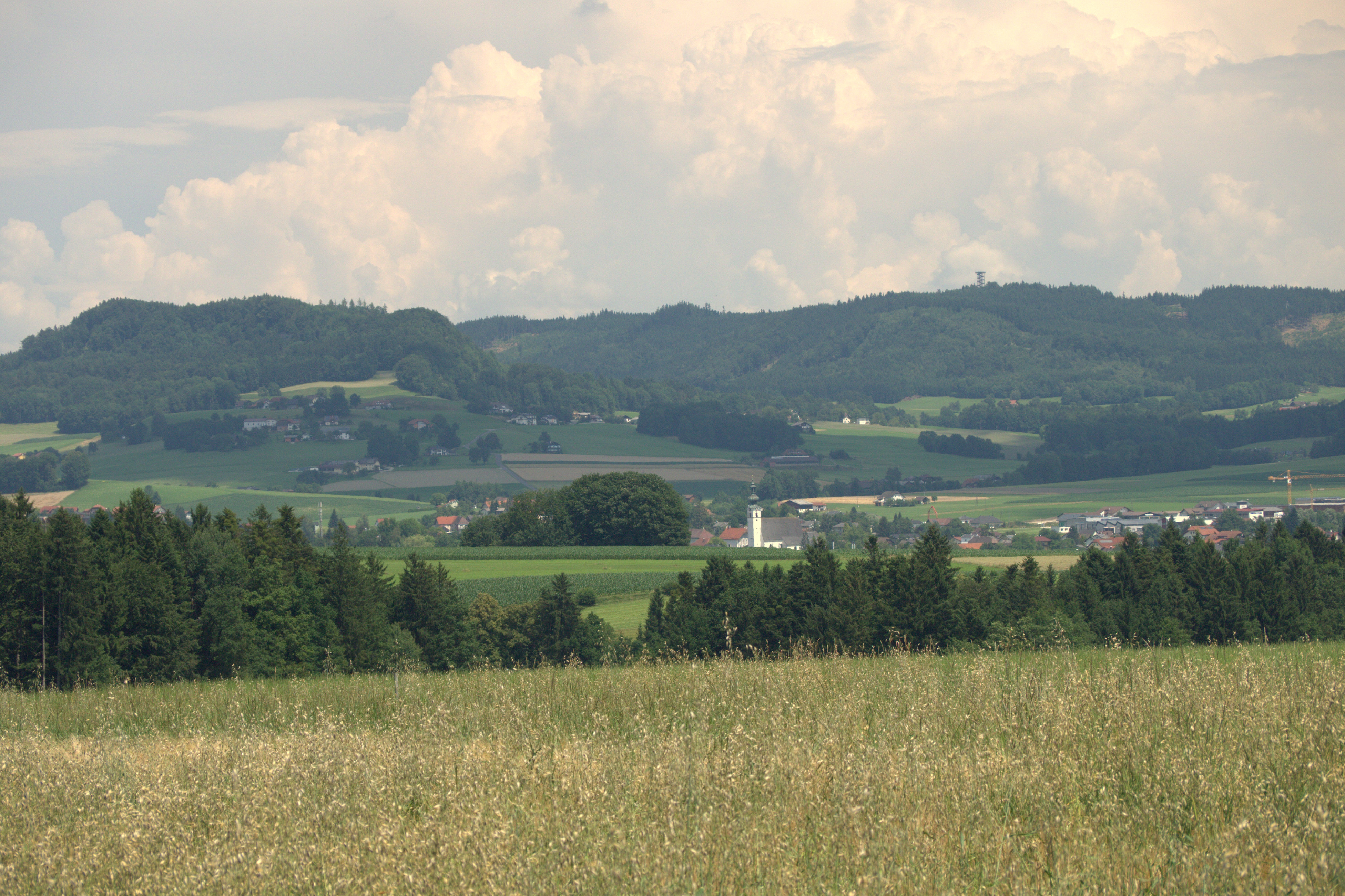
Frankenburg am Hausruck mit dem Göblberg
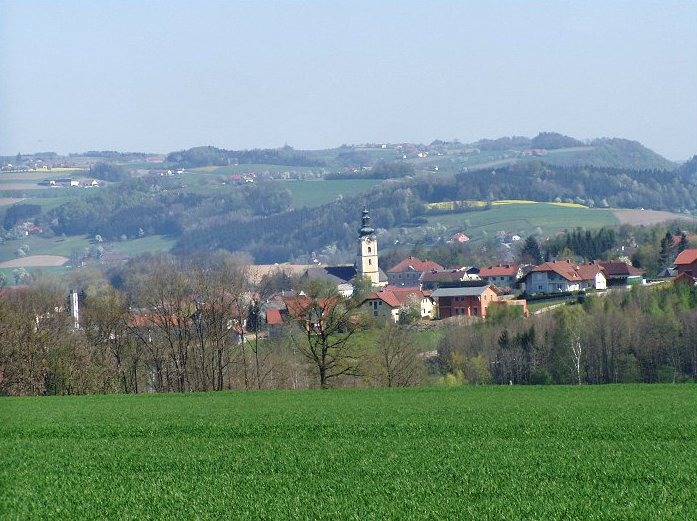
Waizenkirchen
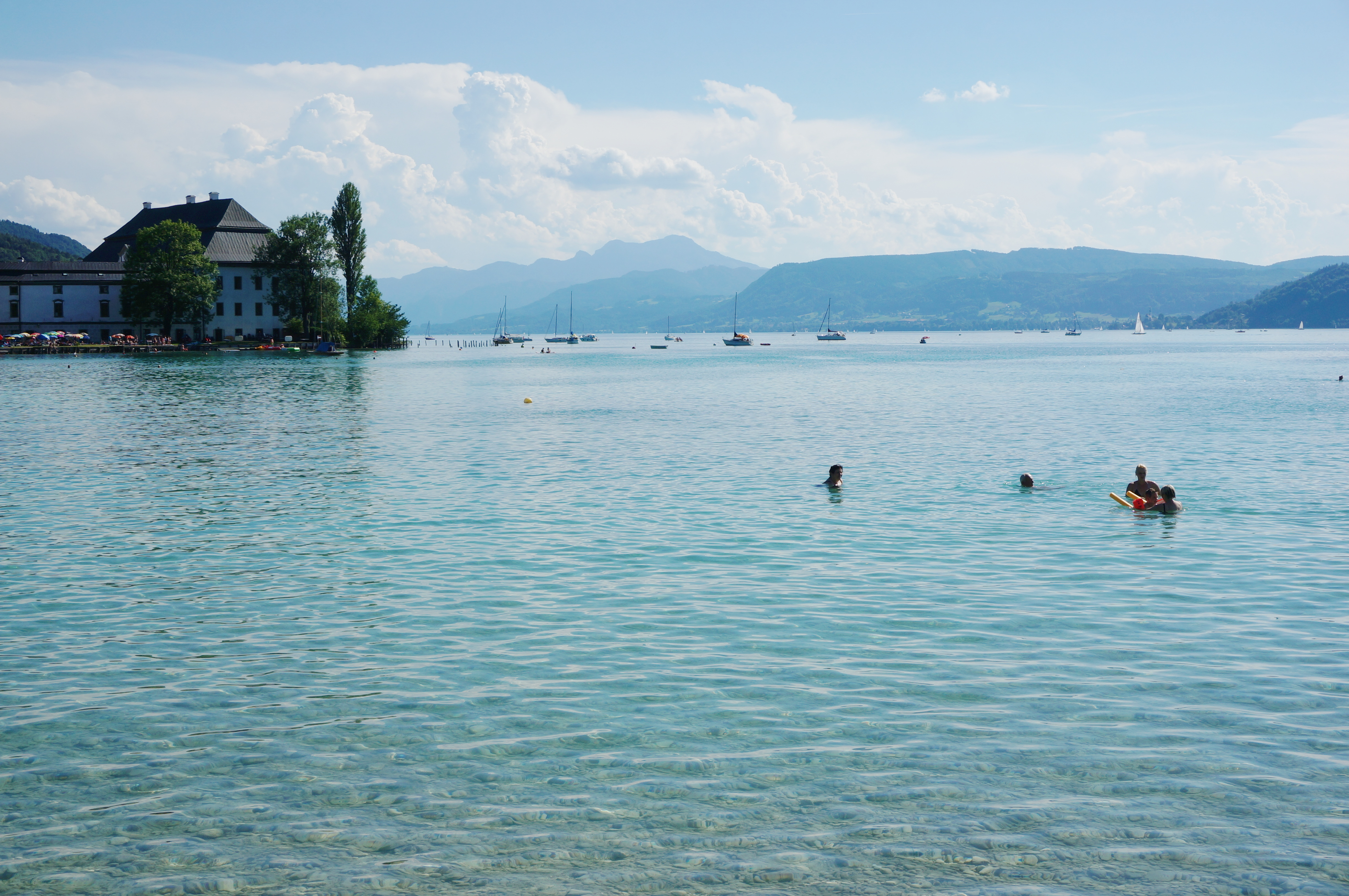
Der Attersee mit Schloss Kammer
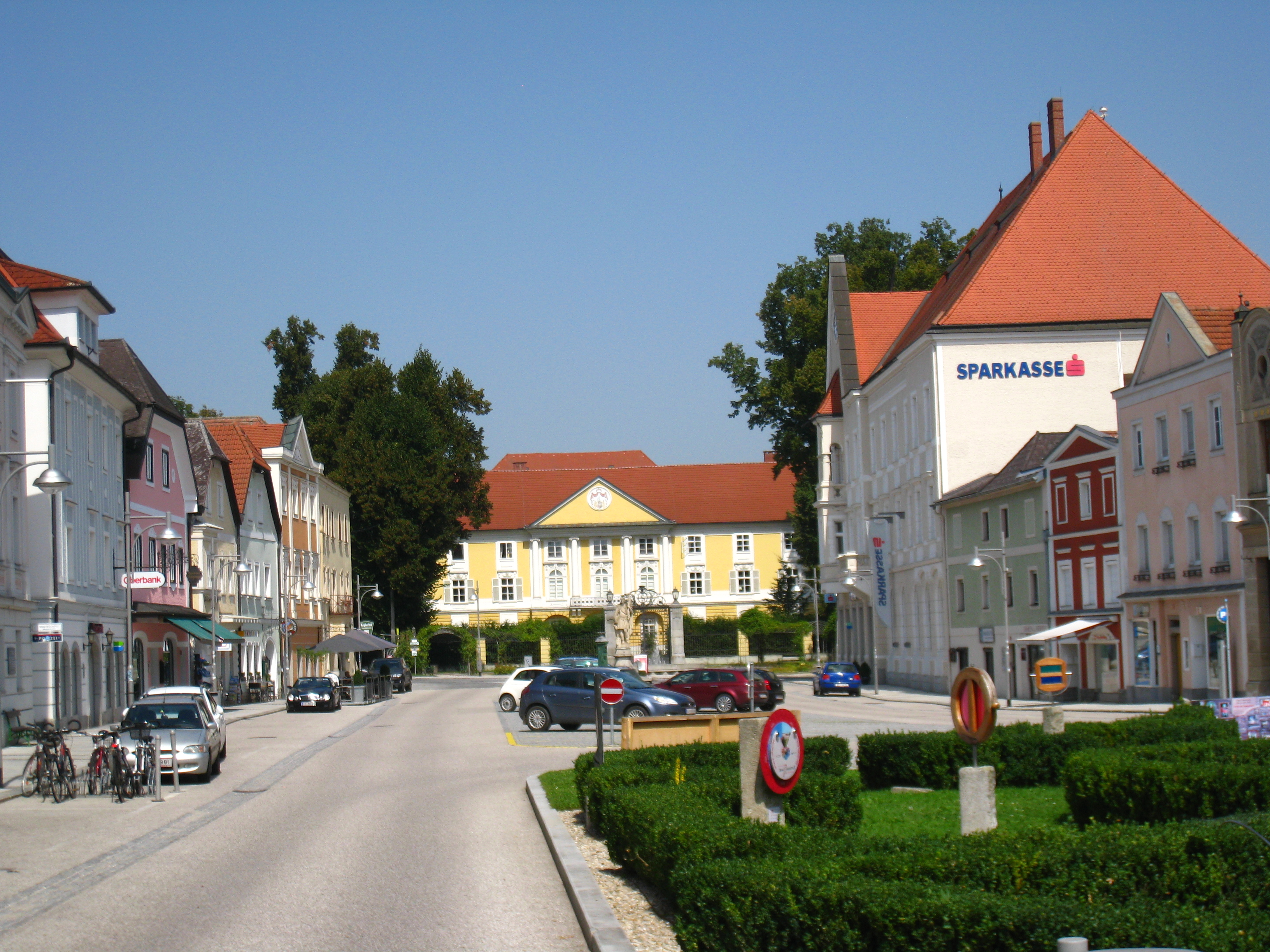
Eferding mit Schloss Starhemberg
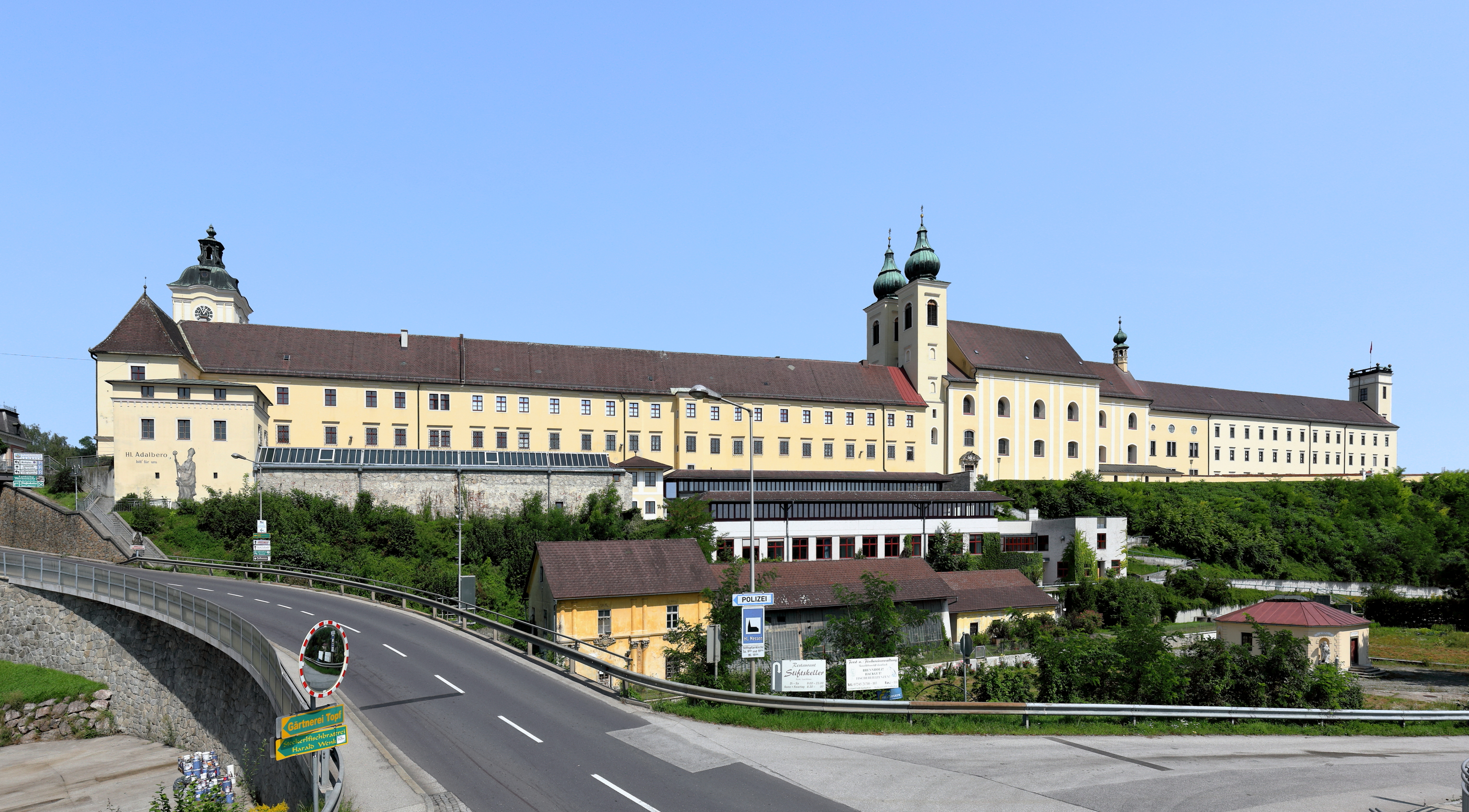
Stift Lambach
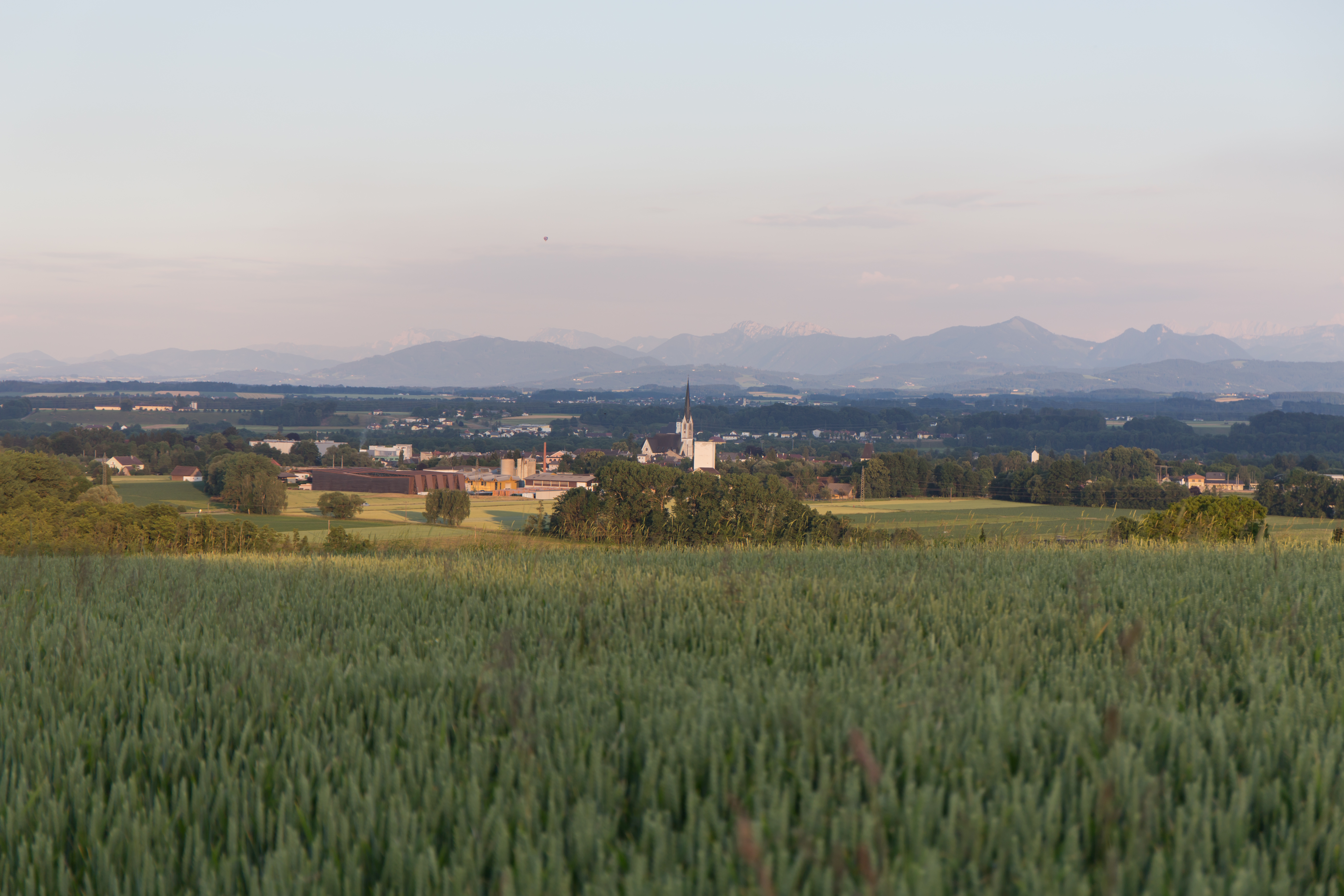
Blick auf Schwanenstadt
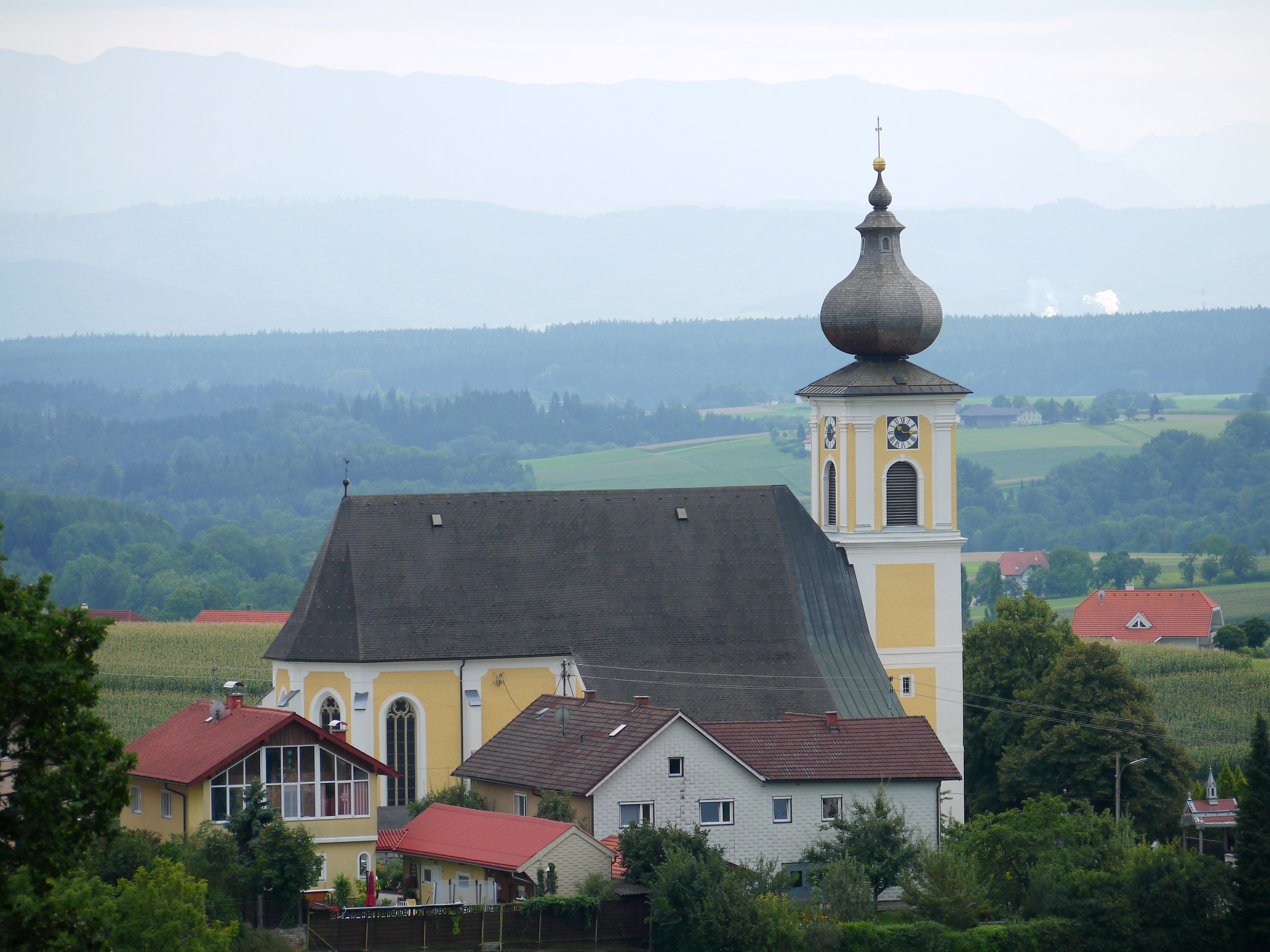
Ottnang am Hausruck